# Bella (nome)
Bella  è un nome proprio di persona italiano femminile.

## Varianti
- Femminili
  - Alterati: Bellina[1][2]
- Maschili: Bello[1][2]
  - Alterati: Bellino[1][2][3]

### Varianti in altre lingue
- Inglese: Bella[4][5][6], Belle[4][5]
- Latino: Bella[3]
  - Alterati: Bellissima[3]
  - Maschili: Bellus[3]
  - Alterati maschili: Bellinus[3], Bellissimus[3]
- Russo: Белла (Bella)

## Origine e diffusione
Nome dall'etimologia trasparente, riprende semplicemente l'aggettivo "bella" (dal latino bellus, bella). Già in epoca medievale è documentato l'uso di nomi simili (da cui deriva poi il cognome Belli), con una varietà di forme che va dal tipo base Bellus e Bella agli alterati Bellinus, Bellissimus e Bellissima, anche se è impossibile dire se le occorrenze di questi nomi siano parte di una continuità onomastica o piuttosto creazioni ogni volta nuove; almeno presso i primi cristiani, questi nomi potevano risultare dalla traduzione di corrispettivi greci quali Callisto. È quindi affine per significato a Shayna, Bonnie, Specioso, Grażyna, Jamil e, appunto, Callisto.
Discorso a parte va fatto per la forma "Bellino/a" che, oltre a poter essere anche un ipocoristico di altri nomi come Aldobrandino, anticamente e specialmente in Gallia e nei territori vicini poteva derivare dal nome del dio Beleno. Anche le forme inglesi, oltre a poter riprendere direttamente il termine italiano (o i corrispettivi spagnoli e francesi) risultano spesso dall'abbreviazione di Isabella, Arabella e di altri nomi terminanti in -bella o -belle.
In Italia, negli anni settanta, si contavano del nome circa centocinquanta occorrenze, quasi tutte della forma femminile, più oltre mille di Bellino e Bellina, forme tipicamente venete diffuse grazie al culto del santo vescovo padovano.

## Onomastico
L'onomastico si può festeggiare in memoria di più santi, alle date seguenti:
- 23 gennaio, san Bello, martire a Roma[3]
- 8 settembre, santa Bellina, martire presso Troyes[3]
- 26 novembre, san Bellino, vescovo di Padova e martire presso Fratta Polesine[3]

## Persone

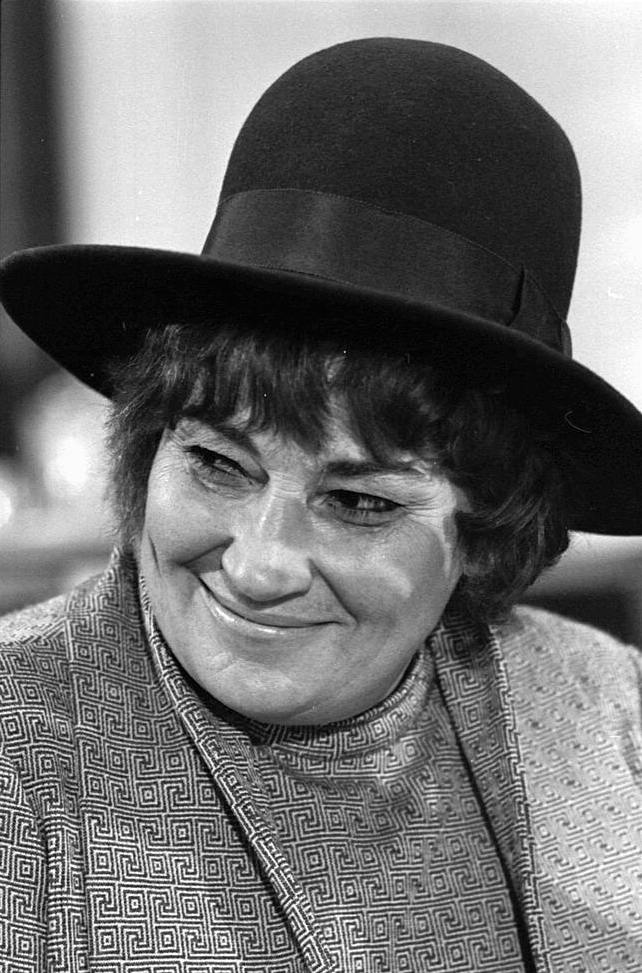
Bella Abzug

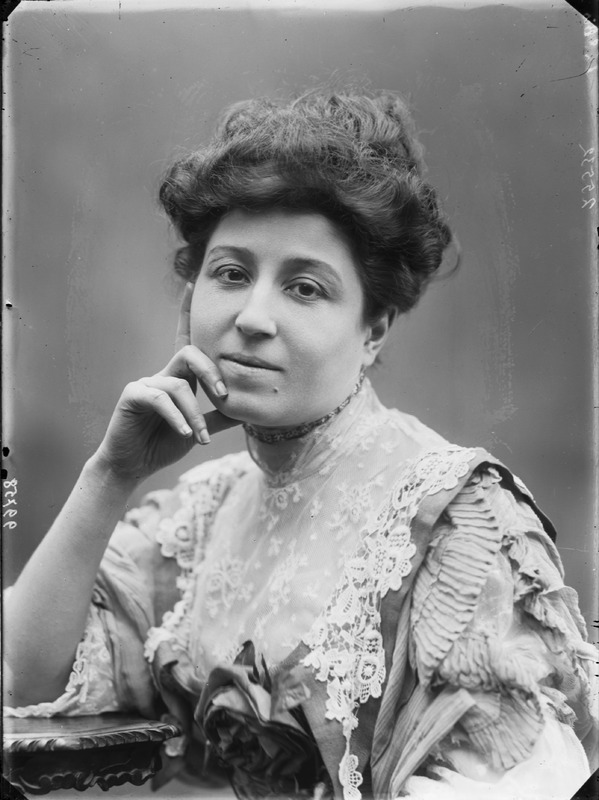
Bella Starace Sainati

- Bella Abzug, attivista e politica statunitense
- Bella Achmadulina, poetessa russa
- Bella Darvi, attrice polacca
- Bella degli Abati, madre di Dante Alighieri
- Bella Dodd, attivista statunitense
- Bella Dorita, cantante e ballerina spagnola
- Bella Hadid, supermodella statunitense
- Bella Heathcote, attrice australiana
- Bella Račinskaja, ballerina e coreografa russa
- Bella Ramsey, attrice e doppiatrice britannica
- Bella Starace Sainati, attrice italiana
- Bella Thorne, attrice e cantante statunitense

### Variante Belle
- Belle Bennett, attrice statunitense
- Belle Brockhoff, snowboarder australiana
- Belle Cole, contralto statunitense
- Belle Daube, attrice inglese naturalizzata statunitense
- Belle Gunness, serial killer statunitense
- Belle Perez, cantautrice belga
- Belle Starr, pistolera statunitense

### Variante maschile Bellino
- Bellino di Padova, vescovo cattolico tedesco
- Bellino Briganti-Bellini, imprenditore e politico italiano
- Bellino Crotti, religioso italiano

## Il nome nelle arti
- Bella (o Belle) è la protagonista della fiaba La bella e la bestia.
- Belle è un personaggio del film d'animazione Disney La bella e la bestia tratto dall'omonima fiaba.
- Belle è un personaggio dei fumetti Peanuts.
- Belle è un personaggio della serie Pokémon.
- Bella Drake è un personaggio della serie televisiva Ripper Street.
- Bella Fighejra è un personaggio fittizio ideato dall'attrice comica Anna Marchesini.
- Isabella "Bella" Swan è un personaggio della Saga di Twilight scritta da Stephenie Meyer.

## Curiosità
- Bellino II è stato un cavallo trottatore del XX secolo.